# Список населённых пунктов Чучковского района
Список населённых пунктов Чучковского района Рязанской области включает 66 населённых пунктов, в том числе 1 городской (посёлок городского типа) и 65 сельских.

## Список
| №  | Населённый пункт   | Тип     | Население | Муниципальное образование              |
| -- | ------------------ | ------- | --------- | -------------------------------------- |
| 1  | Авангард           | посёлок | ↗370      | Ункосовское сельское поселение         |
| 2  | Азарновка          | посёлок | ↘2        | Завидовское сельское поселение         |
| 3  | Аладьино           | село    | ↘1059     | Аладьинское сельское поселение         |
| 4  | Алеево             | село    | ↘123      | Ункосовское сельское поселение         |
| 5  | Александровка      | деревня | ↘10       | Пертовское сельское поселение          |
| 6  | Александровка      | деревня | ↘0        | Ункосовское сельское поселение         |
| 7  | Антоново           | село    | 0         | Аладьинское сельское поселение         |
| 8  | Большая Дмитриевка | деревня | ↘1        | Пертовское сельское поселение          |
| 9  | Гавриловское       | деревня | ↘4        | Ункосовское сельское поселение         |
| 10 | Голенищево         | село    | ↘52       | Ункосовское сельское поселение         |
| 11 | Гремячево          | село    | ↘0        | Ункосовское сельское поселение         |
| 12 | Деревягино         | село    | ↘4        | Завидовское сельское поселение         |
| 13 | Дубровка           | посёлок | ↗328      | Завидовское сельское поселение         |
| 14 | Дудкино            | село    | ↗188      | Ункосовское сельское поселение         |
| 15 | Жильцовка          | посёлок | ↘3        | Завидовское сельское поселение         |
| 16 | Завидово           | село    | ↘242      | Завидовское сельское поселение         |
| 17 | Зелёный Курган     | деревня | ↘1        | Остро-Пластиковское сельское поселение |
| 18 | Земледелец         | деревня | 0         | Пертовское сельское поселение          |
| 19 | Ивановка           | деревня | 0         | Пертовское сельское поселение          |
| 20 | Ильино             | деревня | ↘0        | Аладьинское сельское поселение         |
| 21 | Илюшкино           | деревня | 0         | Пертовское сельское поселение          |
| 22 | Калинино           | деревня | ↘0        | Пертовское сельское поселение          |
| 23 | Кистенёво          | село    | ↘206      | Ункосовское сельское поселение         |
| 24 | Коловерти          | деревня | 0         | Аладьинское сельское поселение         |
| 25 | Красная Слобода    | деревня | ↘1        | Пертовское сельское поселение          |
| 26 | Красноармейский    | посёлок | ↘50       | Аладьинское сельское поселение         |
| 27 | Красное Озеро      | село    | ↘73       | Аладьинское сельское поселение         |
| 28 | Красный            | посёлок | ↘1        | Завидовское сельское поселение         |
| 29 | Красный Хутор      | посёлок | ↘11       | Завидовское сельское поселение         |
| 30 | Крюково            | деревня | ↘1        | Остро-Пластиковское сельское поселение |
| 31 | Лаврешин           | посёлок | ↘1        | Завидовское сельское поселение         |
| 32 | Луговой            | посёлок | ↗87       | Пертовское сельское поселение          |
| 33 | Марьевка           | деревня | ↘2        | Пертовское сельское поселение          |
| 34 | Матчино            | деревня | ↘2        | Остро-Пластиковское сельское поселение |
| 35 | Мелехово           | село    | ↗177      | Пертовское сельское поселение          |
| 36 | Муравлянка         | посёлок | ↘10       | Завидовское сельское поселение         |
| 37 | Назаровка          | село    | ↘417      | Завидовское сельское поселение         |
| 38 | Никоново           | деревня | 0         | Аладьинское сельское поселение         |
| 39 | Новый              | посёлок | ↘25       | Завидовское сельское поселение         |
| 40 | Ольховка           | деревня | ↘6        | Пертовское сельское поселение          |
| 41 | Ольховка 2         | посёлок | ↘6        | Завидовское сельское поселение         |
| 42 | Ореховка           | деревня | ↘3        | Пертовское сельское поселение          |
| 43 | Орловка            | посёлок | ↘7        | Завидовское сельское поселение         |
| 44 | Остро-Пластиково   | село    | ↘309      | Остро-Пластиковское сельское поселение |
| 45 | Пертово            | село    | ↗972      | Пертовское сельское поселение          |
| 46 | Пёт                | село    | ↘0        | Пертовское сельское поселение          |
| 47 | Пехорка            | деревня | ↘3        | Аладьинское сельское поселение         |
| 48 | Подшивальна        | посёлок | ↘4        | Завидовское сельское поселение         |
| 49 | Подысаково         | село    | ↘4        | Ункосовское сельское поселение         |
| 50 | Протасьев Угол     | село    | ↗196      | Завидовское сельское поселение         |
| 51 | Прудовка           | деревня | ↘2        | Пертовское сельское поселение          |
| 52 | Пузос              | село    | ↘26       | Пертовское сельское поселение          |
| 53 | Пятша              | деревня | ↘0        | Пертовское сельское поселение          |
| 54 | Родники            | посёлок | ↘34       | Завидовское сельское поселение         |
| 55 | Свищевка           | деревня | ↘28       | Пертовское сельское поселение          |
| 56 | Старо-Пластиково   | село    | ↘52       | Остро-Пластиковское сельское поселение |
| 57 | Суховка            | деревня | 0         | Завидовское сельское поселение         |
| 58 | Тюменево           | село    | ↘0        | Ункосовское сельское поселение         |
| 59 | Ункосово           | село    | ↘105      | Ункосовское сельское поселение         |
| 60 | Фролово            | село    | ↘3        | Завидовское сельское поселение         |
| 61 | Церлёво            | село    | ↘115      | Пертовское сельское поселение          |
| 62 | Чучково            | пгт     | ↘2565     | Чучковское городское поселение         |
| 63 | Шарапово           | село    | ↘50       | Аладьинское сельское поселение         |
| 64 | Шеметово           | село    | ↘187      | Аладьинское сельское поселение         |
| 65 | Шигаевка           | деревня | ↘7        | Остро-Пластиковское сельское поселение |
| 66 | Шуваевка           | посёлок | ↘8        | Завидовское сельское поселение         |

## Список упразднённых населённых пунктов
Упразднённые и нежилые населённые пункты, в том числе хутора.
| Наименование     | Год упразднения | Устаревшее/ альтернативное название | Расстояние до райцентра | Примечание         |
| ---------------- | --------------- | ----------------------------------- | ----------------------- | ------------------ |
| 10-й Октябрь     | 19хх            |                                     |                         |                    |
| Антоново         | 19хх            |                                     |                         |                    |
| Дмитровка        | 19хх            |                                     | 17                      |                    |
| Ивановка         | 19хх            |                                     |                         |                    |
| Земледелец       | 19хх            |                                     |                         |                    |
| Илюшкино         | 19хх            |                                     |                         |                    |
| Коловерти        | 19хх            |                                     | 25                      | остатки фундамента |
| Копнино          | 19хх            |                                     |                         |                    |
| Красный Пахарь   | 19хх            |                                     |                         |                    |
| Малая Дмитриевка | 19хх            |                                     |                         |                    |
| Мокрокугушев     | 19хх            |                                     | 16                      |                    |
| Никоново         | 19хх            |                                     | 29                      |                    |
| Новка            | 19хх            |                                     | 14                      |                    |
| Поповка          | 19хх            |                                     |                         |                    |
| Суховка          | 19хх            |                                     |                         |                    |
|                  | 19хх            |                                     |                         |                    |